# راجر استیونس
سر اگرمان راجر استیونس (به انگلیسی: Sir Roger Bentham Stevens) (زاده ۸ ژوئن ۱۹۰۶ - درگذشته ۲۰ فوریه ۱۹۸۰)، دیپلمات و کارمند کشوری بریتانیایی بود. وی سفیر بریتانیا در ایران (بین سال‌های ۱۹۵۴ تا ۱۹۵۸) و سوئد بوده.

## در ایران
پس از کودتای ۲۸ مرداد ۱۳۳۲ و بهبود روابط ایران و بریتانیا، راجر استیونس در تاریخ ۲۶ دی ۱۳۳۲ از طرف دولت بریتانیا به عنوان سفیر کبیر انگلستان در ایران منصوب گردید.